# Mende (Lozère)
Mende es un municipio (commune) francés situado en el departamento de Lozère y en la región de Occitania.

## Geografía
Situado en el valle del río Lot, en una zona de media montaña del Gévaudan. Los barrios se extienden sobre diferentes causses (mesetas calcáreas), como la de Auge o la de Mende, donde se encuentra el aeródromo local, Mende-Brenoux. El topónimo de la localidad en francés y en occitano es Mende, pero la pronunciación difiere. Sus habitantes se llaman, en francés, Mendois.

## Demografía
| 5 000 | 5 014 | 5 890 | 5 370 | 5 440 | 5 909 | 5 492 | 6 994 | 6 877 | 6 770 | 6 453 | 6 906 | 7 300 | 7 202 | 8 033 | 7 878 | 7 370 | 7 319 | 7 007 | 7 005 | 6 109 | 6 056 | 6 145 | 6 499 | 7 003 | 7 752 | 8 337 | 9 713 | 10 451 | 10 929 | 11 286 | 11 804 | 12 153 |
| Para los censos de 1962 a 1999 la población legal corresponde a la población sin duplicidades (Fuente: INSEE [Consultar]) |       |       |       |       |       |       |       |       |       |       |       |       |       |       |       |       |       |       |       |       |       |       |       |       |       |       |       |        |        |        |        |        |

La aglomeración incluye únicamente el propio municipio.

## Administración y política
En el referendo sobre la Constitución Europea ganó el sí con un 50,48 % de los votos.
Algunos resultados electorales recientes (primeras vueltas del sistema francés):
| Extrema izquierda | Lista de izquierda (socialistas, comunistas y otros) | Ecologistas | Dos listas de la derecha tradicional | Frente Nacional | Extrema derecha | Regionalistas | Otra lista |
| ----------------- | ---------------------------------------------------- | ----------- | ------------------------------------ | --------------- | --------------- | ------------- | ---------- |
| 3,5 %             | 29,9 %                                               | 3,9 %       | 53,8 %                               | 6,3 %           | 0,4 %           | 0,4 %         | 1,8 %      |

## Economía
Según el censo de 1999, la distribución de la población activa por sectores era:
| agricultura | industria | construcción | servicios |
| ----------- | --------- | ------------ | --------- |
| 2,1 %       | 6,6 %     | 12,4 %       | 78,9 %    |

## Historia

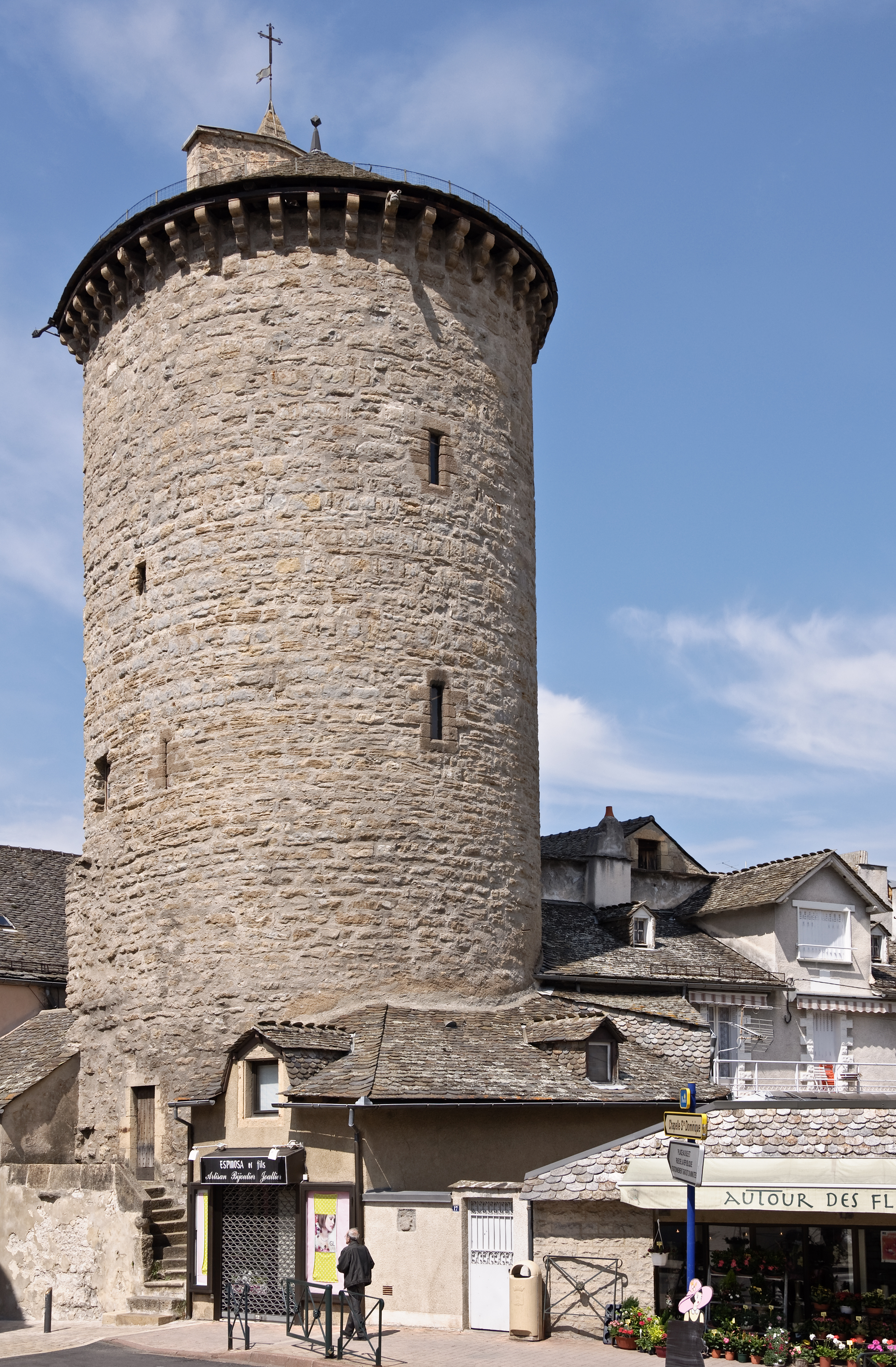
La Tour des Pénitents (Torre de los penitentes), un vestigio de la Edad Media en Mende

El poblamiento de la región se remonta a la Edad del Bronce, aunque la ciudad en sí data de la Edad Media. Entonces Mende era una plaza comercial entre Languedoc y Auvernia. Desde el siglo IX fue sede episcopal.
Durante las guerras de religión del siglo XVI fue católica, y su catedral fue parcialmente destruida por los protestantes.
Tras la Revolución francesa fue nombrada capital del departamento de Lozère, en principio compartiendo la capitalidad con Marvejols, pero ya en el mismo año (1790) se optó por dejarla como única capital.

## Hermanamientos
- Wunsiedel (Alemania)
- Volterra (Italia)
- Vila Real (Portugal)